# 大町団地
大町団地（）は、福岡県福岡市西区 (福岡市)の地名であり、また住宅団地の名称でもある。現行の行政地名は、大町団地（住居表示実施済）。面積は73,420平方メートル (7.34 ha)。2023年7月末現在の人口は1,153人。郵便番号は819-0021。

## 地理

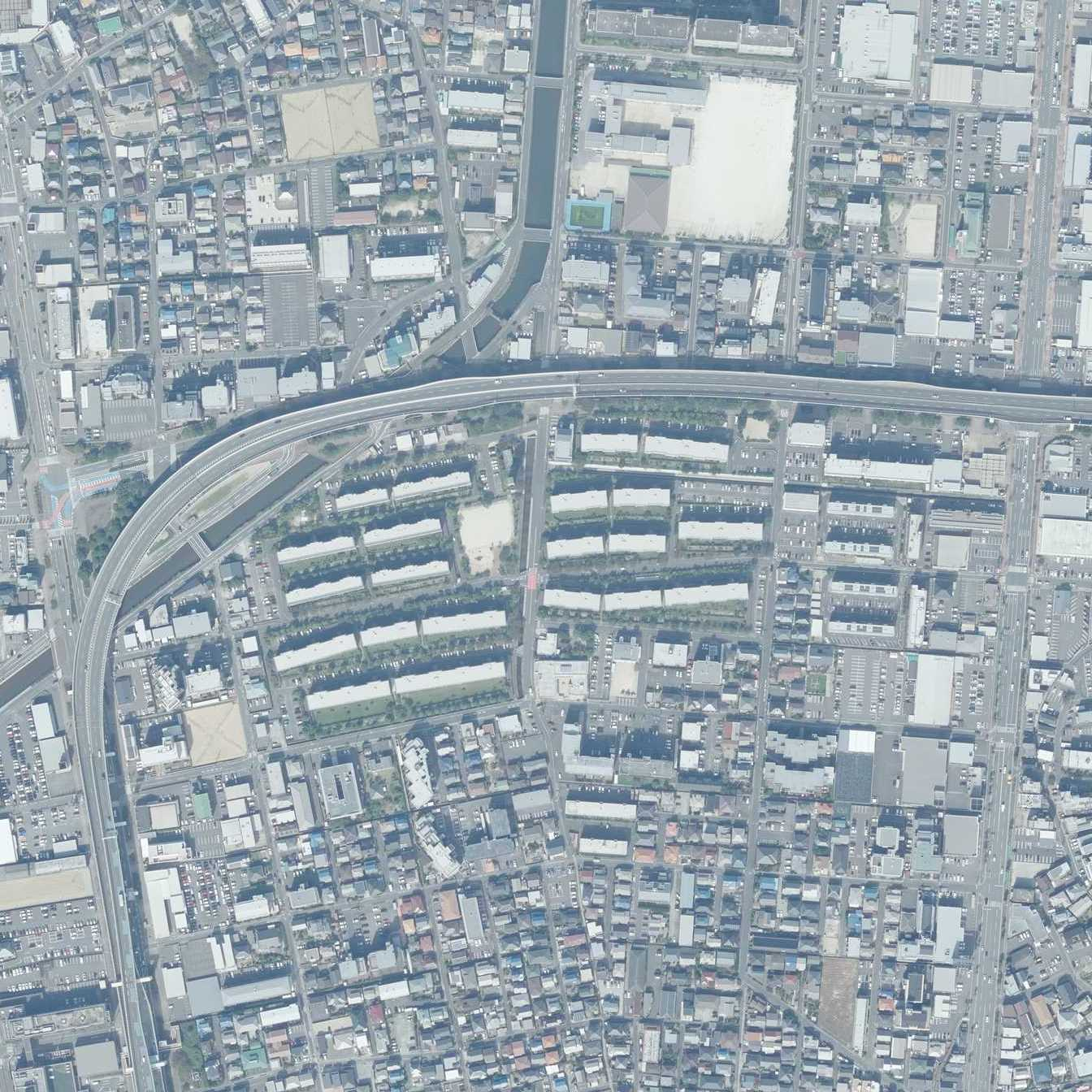
土地利用の状況

福岡市の「都心部」の中心とされる中央区天神等の西約7.5キロメートル、西区 (福岡市)の北東部に位置する。北及び東で内浜（）一丁目と、東及び南で石丸一丁目と、南及び西で石丸二丁目と、北西で下山門（）一丁目と隣接する。土地利用については、保育所など以外は住宅団地が占めている。

### 都市計画等
都市計画について「福岡市都市計画マスタープラン」において定められた方針については次のとおりである。大町団地はJR筑肥線及び市営地下鉄空港線の姪浜駅（）を中心として交通結節点の機能などが充実する「地域拠点」の南方に位置している。環境資源に関しては、名柄川の河川沿い（写真）が散策・憩いの場となるとともに、緑と広がりのある景観が連続したゆとりと潤いのある水辺空間として「河川緑地軸」に位置付けられている。交通ネットワークについては、幹線道路である福岡市道豊浜拾六町線 (愛宕通り) が通っており、沿道が商業施設、業務施設、サービス施設や中高層住宅などが連続した「沿道軸」に位置付けられている。土地利用については、大規模な住宅団地などの中高層住宅や高層住宅で形成される住宅地で、良好な住環境の保全・形成、緑化の推進、大規模団地などの老朽化に対する適切な対応をまちづくりの視点とする「中高層住宅ゾーン」として位置づけられている。用途地域については、市道豊浜拾六町線の道路境界線から概ね50メートルの範囲が第二種住居地域に、これ以外の範囲が第一種中高層住居専用地域に指定されている。

## 歴史
現在の大町団地の地名は1977年（昭和52年）からの地名であり、もとは福岡市姪浜町及び下山門（）の各一部であった。かつては水田地帯であったが、1977年、1978年及び1979年の3期にわたって福岡市により共同住宅が建設され、福岡市住宅供給公社により分譲された。管理については、太平ビルサービス株式会社によって行われている（2023年現在）。

## 人口
大町団地について人口の推移を福岡市の住民基本台帳（公称町別）に基づき示す（単位：人）。集計時点は各年9月末現在である。
- 2001年（平成13年）：1,491
- 2002年（平成14年）：1,476
- 2003年（平成15年）：1,449
- 2004年（平成16年）：1,415
- 2005年（平成17年）：1,396
- 2006年（平成18年）：1,391
- 2007年（平成19年）：1,371
- 2008年（平成20年）：1,369
- 2009年（平成21年）：1,363
- 2010年（平成22年）：1,347
- 2011年（平成23年）：1,312
- 2012年（平成24年）：1,279
- 2013年（平成25年）：1,281
- 2014年（平成26年）：1,262
- 2015年（平成27年）：1,249
- 2016年（平成28年）：1,253
- 2017年（平成29年）：1,230
- 2018年（平成30年）：1,230
- 2019年（令和元年）：1,236
- 2020年（令和2年）：1,231
- 2021年（令和3年）：1,201
- 2022年（令和4年）：1,167

## 交通

### 道路
主な幹線道路は次の通り。

#### 都市高速道路
都市高速道路としては、福岡高速道路の福岡高速環状線が町域の北側境界線に沿って、西に抜け、西方で南に彎曲しており（写真1、写真2）、町外ではあるが、最寄りの出入り口は次のとおりである。
- 姪浜出入口（所在地：姪浜駅南二丁目、四丁目、行先：愛宕方面、外回り）
- 石丸入口（所在地：石丸二丁目、行先：姪浜方面、外回り）及び福重出口（所在地：福重三丁目、石丸入口に対応する出口）

#### 市道
福岡市が管理する市道の主要なものは次のとおりである。
- 市道豊浜拾六町線（福岡市道路愛称：「愛宕通り」、上部：福岡高速環状線、写真）

### 鉄道
鉄道については、九州旅客鉄道（JR九州）が運営する鉄道の筑肥線及び福岡市交通局が運営する地下鉄の福岡市地下鉄空港線が北側に通っており、次の駅がある。距離は道程で約1.0～1.6キロメートル。
- 姪浜駅（福岡市地下鉄空港線と筑肥線の2路線が乗入れている駅）

なお、隣の駅については、西側の駅（筑肥線）が下山門駅、東側の駅（福岡市地下鉄空港線）が室見駅である。

### バス
バスについては、西日本鉄道株式会社が運営する西鉄バスが近くを運行しており、町域外ではあるが、次の停留所が最寄りである。
- 市道豊浜拾六町線沿い：石丸新町（都市高速下）、下山門中学校東
- 福岡県道560号都地姪浜線（下山門通り）沿い：大町団地口
- 福岡県道560号都地姪浜線（姪浜大通り）沿い:石丸新町（新室見）

## 主な施設

### 公共・公益施設
- 大町団地西公園[注釈 4]
- 大町団地東公園[注釈 5]

公共・公益施設の写真
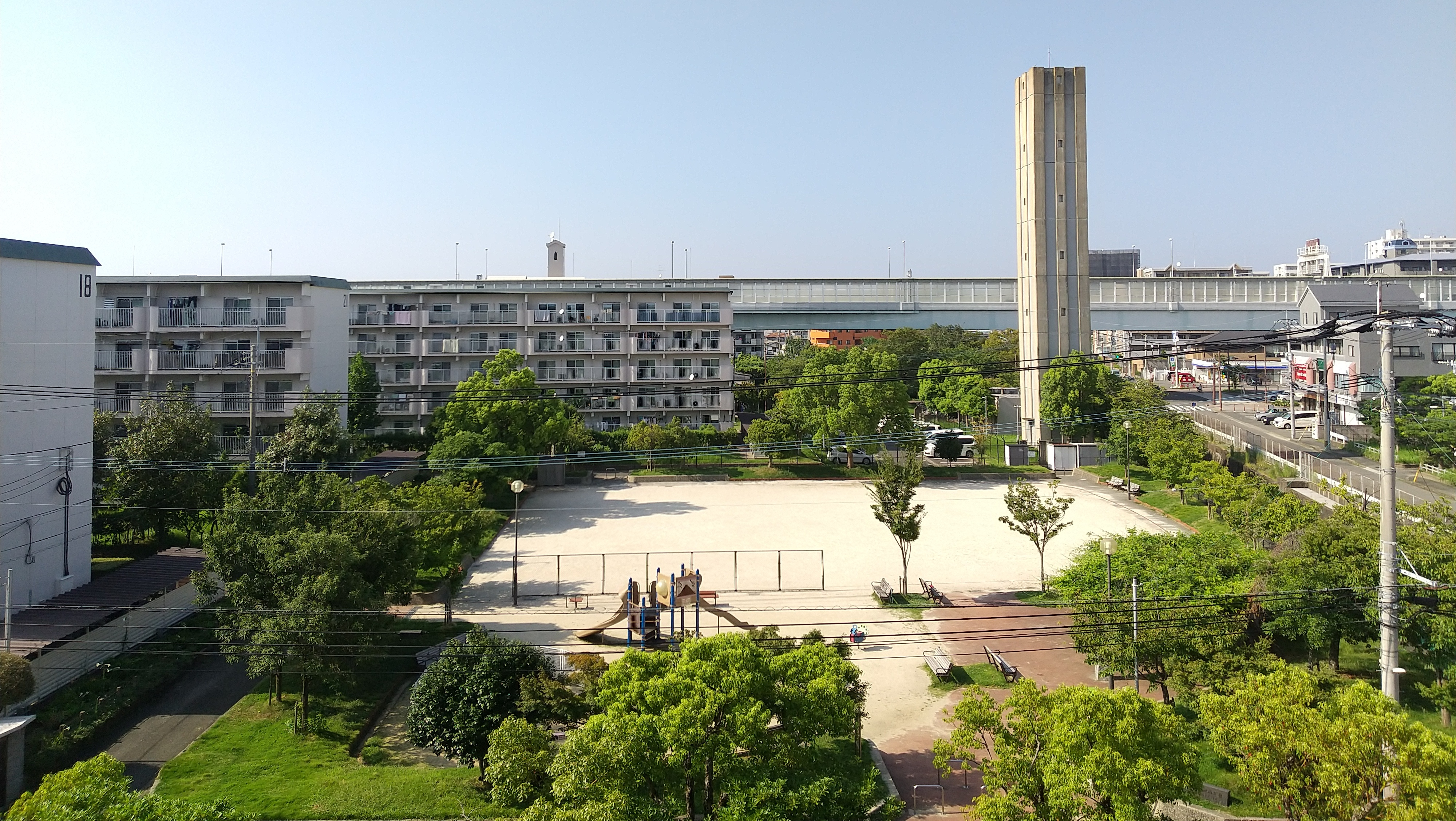
大町団地西公園
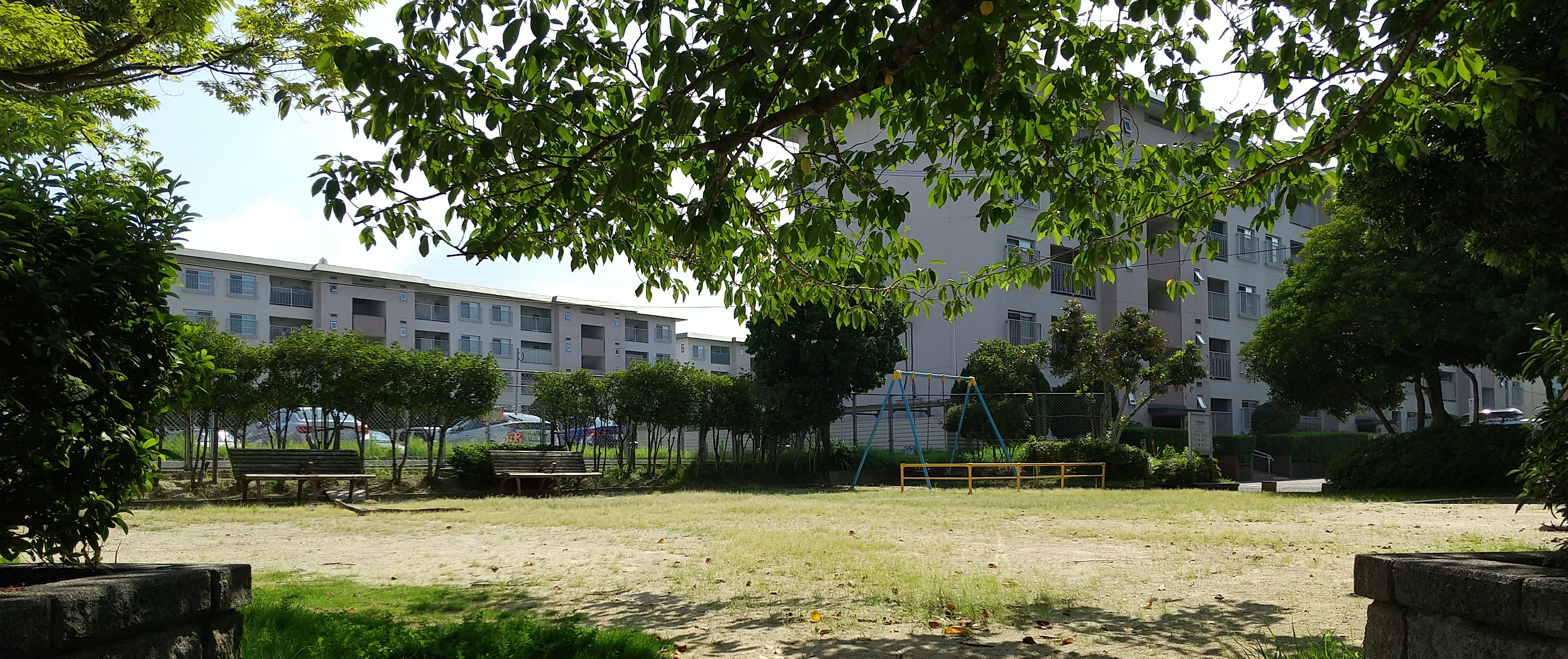
大町団地東公園

### 住宅
- 大町団地[注釈 6]

住宅団地の写真
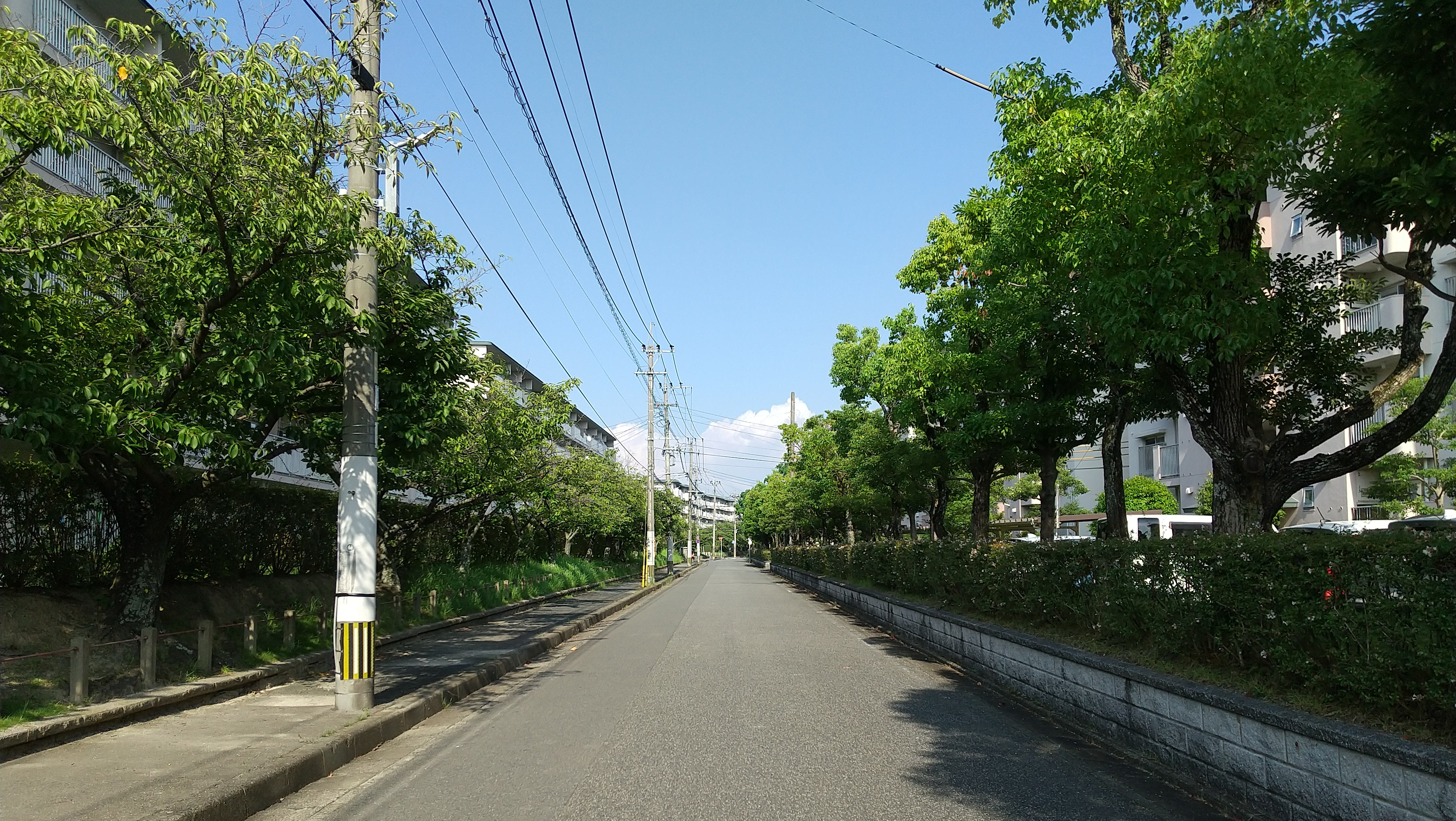
市道大町団地757号線に沿った街並み

### 学校
公立の小中学校は町内にはないが、校区については、小学校区、中学校区についてそれぞれ次の学校の校区に属する。
- 福岡市立石丸小学校（所在地：西区石丸三丁目9番25号）
- 福岡市立下山門中学校（所在地：西区下山門三丁目12番1号）

### その他の施設
- 成徳保育園（）[注釈 7]
- 大町団地集会所[注釈 8]

その他の施設の写真
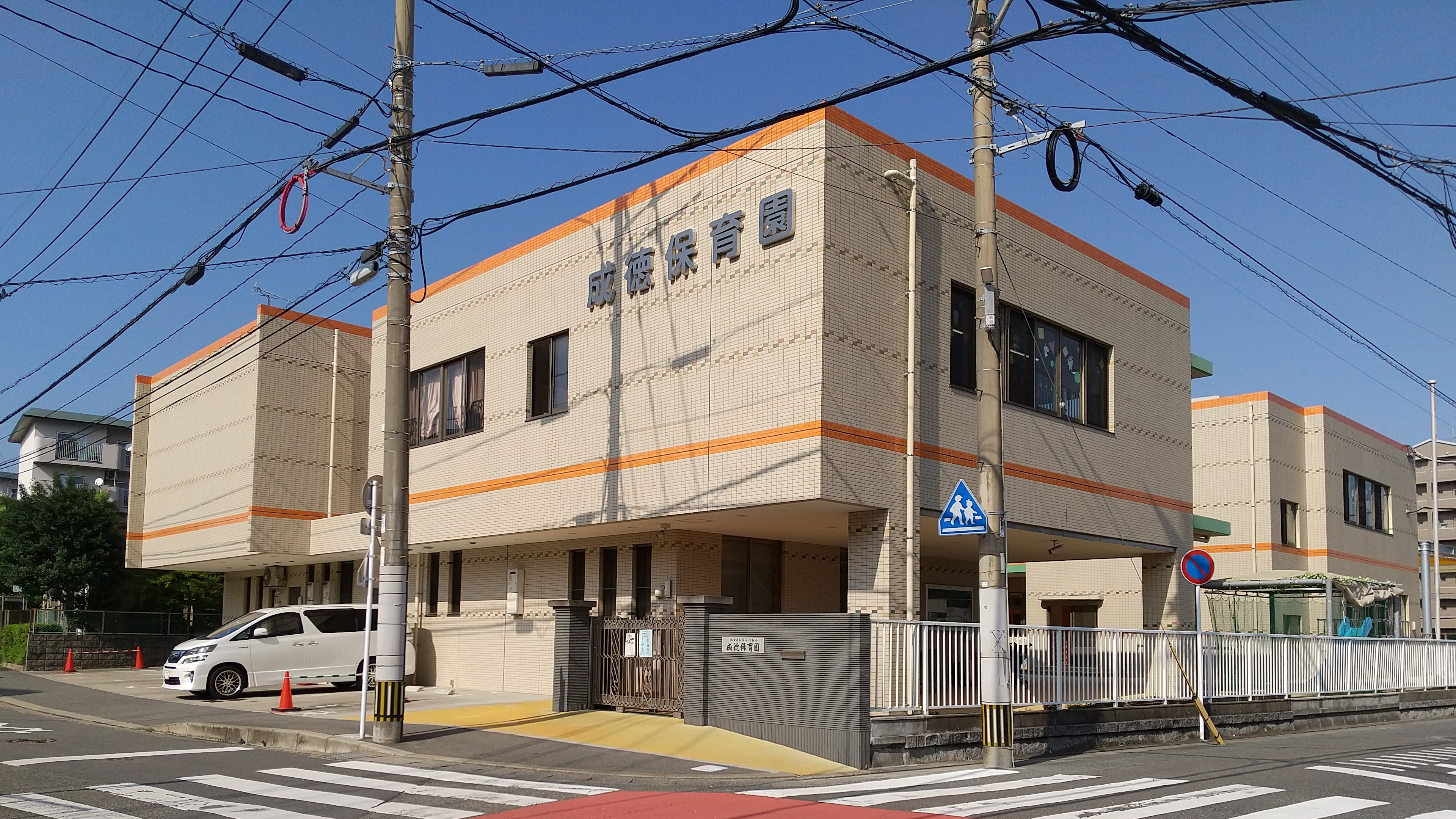
成徳保育園
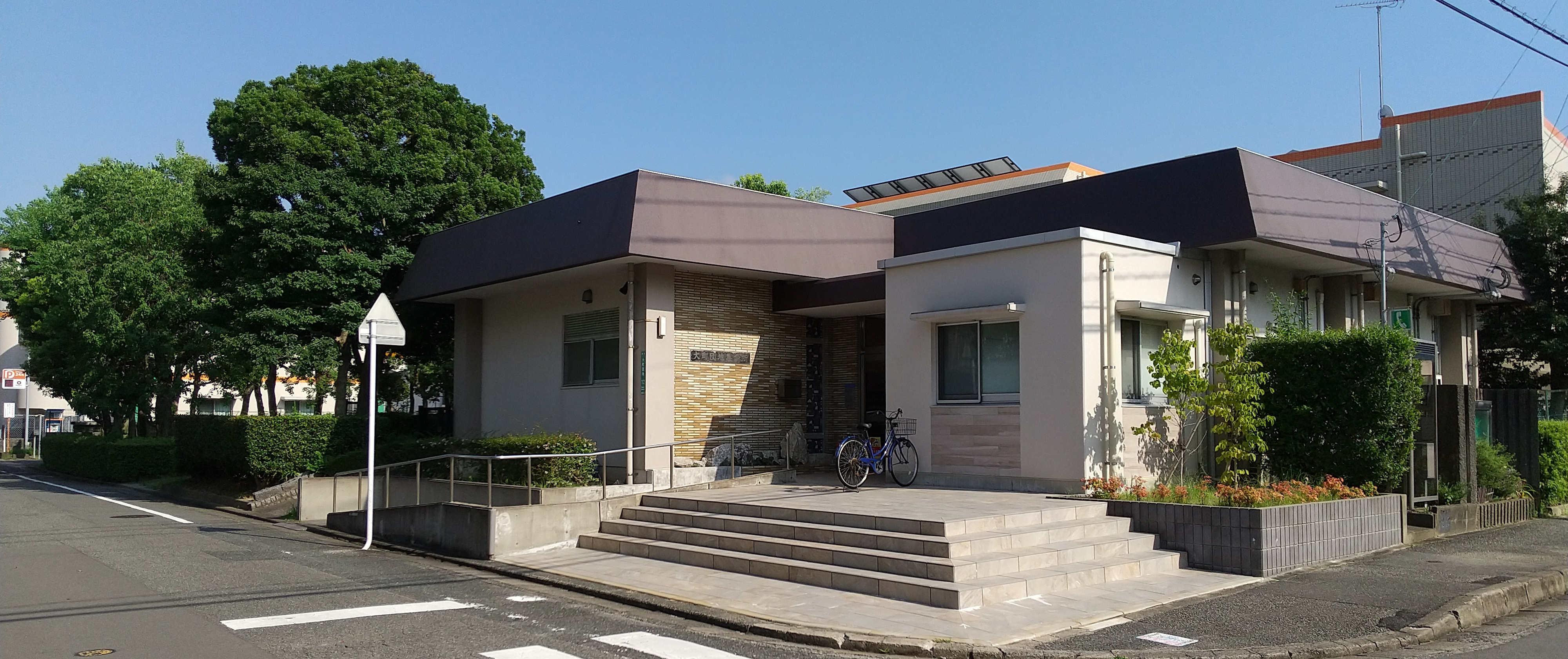
大町団地集会所